# الملاكم
الملاكم (بالإنجليزية: The Boxer)‏ هو فيلم من نوع رومانسية ودراما أُصدر في 1997. الفيلم من إنتاج وتوزيع يونيفرسال بيكشرز. وهو من إخراج جيم شيريدان، أما السيناريو فكان من كتابة جيم شيريدان وتيري جورج.

## القصة
تقع أحداث الفيلم في بلفاست. وقصة الفيلم الرئيسية حول النزاع الشمال إيرلندي وجيش جمهورية أيرلندا والملاكمة.

## طاقم التمثيل
- دانيال دي لويس
- إميلي واتسون
- براين كوكس

## الإنتاج
موسيقى الفيلم التصويرية كانت من تأليف جافين فرايداي.

## الاستقبال

### الجوائز والترشيحات
تم ترشيح فيلم الملاكم لثلاث جوائز الغولدن غلوب في فئات الصورة والممثل (دانيال داي لويس) والمخرج (جيم شيريدان). كما تنافس على جائزة الدب الذهبي في مهرجان برلين السينمائي الدولي الثامن والأربعين في عام 1998.

### شباك التذاكر
حقق الفيلم إيرادات بلغت 5,896,037 دولار أمريكي في الولايات المتحدة وكندا. وفي المملكة المتحدة وأيرلندا، حقق الفيلم إيرادات بلغت 1.3 مليون جنيه إسترليني (2.2 مليون دولار). وفي مكان آخر، حقق الفيلم إيرادات بلغت 8 ملايين دولار، بإجمالي 16 مليون دولار عالميًا.

## وصلات خارجية
- الملاكم على موقع IMDb (الإنجليزية)
- الملاكم على موقع ميتاكريتيك (الإنجليزية)
- الملاكم على موقع روتن توميتوز (الإنجليزية)
- الملاكم على موقع نتفليكس (الإنجليزية)
- الملاكم على موقع قاعدة بيانات الأفلام العربية
- الملاكم على موقع ألو سيني (الفرنسية)
- الملاكم على موقع Turner Classic Movies (الإنجليزية)
- الملاكم على موقع أول موفي (الإنجليزية)
- الملاكم على موقع بوكس أوفيس موجو (الإنجليزية)
- الملاكم على موقع فيلمافينيتي (الإسبانية)